# Callithomia hedila
Callithomia hedila är en fjärilsart som beskrevs av Frederick DuCane Godman och Osbert Salvin 1879. Callithomia hedila ingår i släktet Callithomia och familjen praktfjärilar. Inga underarter finns listade i Catalogue of Life.